# Valdezarza (metropolitana di Madrid)

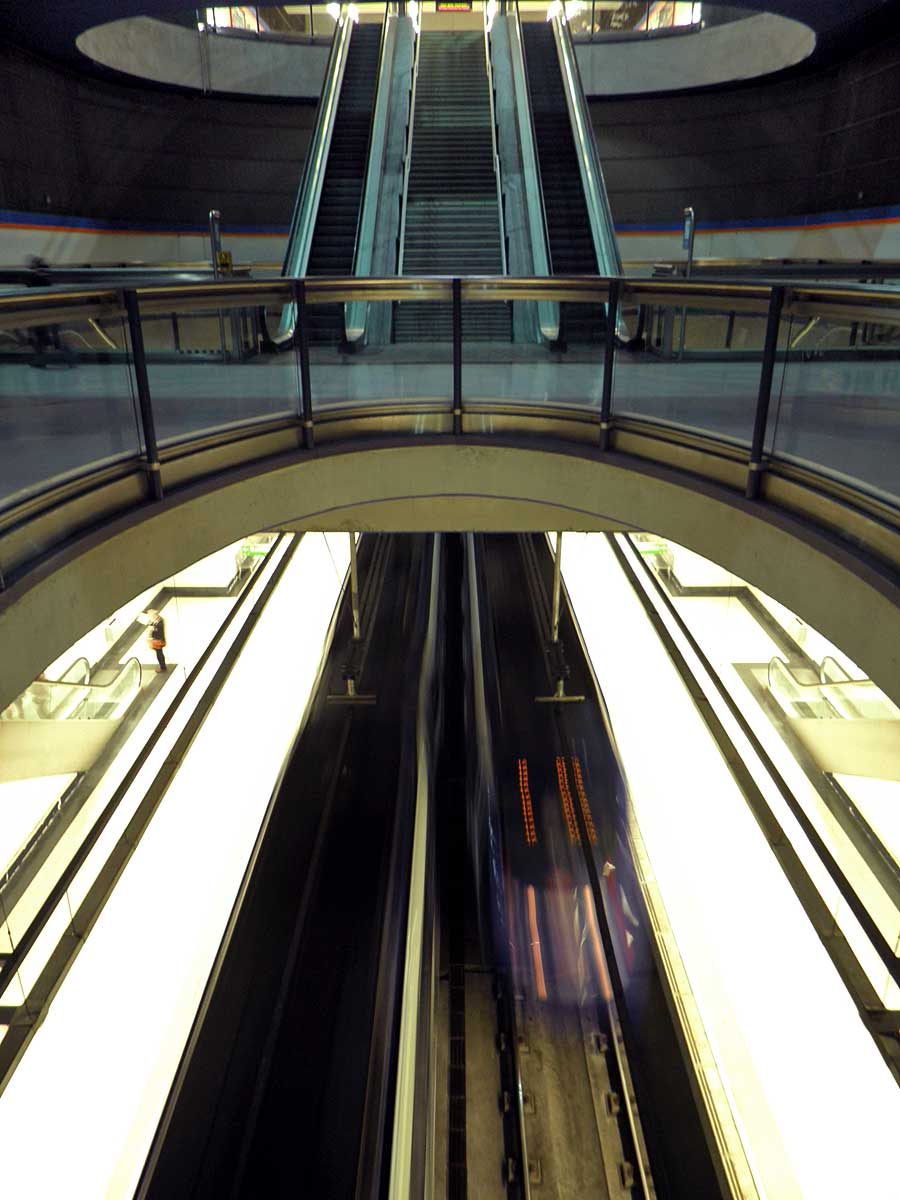
Vista dell'interno della stazione

Valdezarza è una stazione della linea 7 della metropolitana di Madrid, situata sotto la calle San Restituto, nell'omonimo quartiere che dà il nome alla stazione, nel distretto di Moncloa-Aravaca.

## Storia
È stata inaugurata il 12 febbraio 1999 con il prolungamento della linea dalla stazione di Islas Filipinas alla stessa stazione di Valdezarza, diventando dunque capolinea della linea 7 fino al 29 marzo dello stesso anno, quando la linea venne prolungata fino a Pitis.
La stazione conta due grandi spazi aperti che vanno dai binari fino alla strada, sormontati da due piramidi di acciaio e vetro, visto che fu proprio da questa stazione che vennero estratte le scavatrici utilizzate per lo scavo delle gallerie.

## Accessi
Vestibolo Virgen de la Paloma
- San Restituto Calle de San Restituto, 72
- Ascensore Calle de San Restituto, 72

Vestibolo Valdezarza Vestibolo chiuso
- Emerenciana Zurilla Calle de San Restituto, 58
- Armenteros Calle de Arciniega, 11